# Phonsavan
Phonsavan (laotiska: ໂພນສະຫວັນ) är en ort i Laos.   Den ligger i provinsen Xieng Khouang, i den nordvästra delen av landet, 180 km norr om huvudstaden Vientiane. Phonsavan ligger 1 086 meter över havet och antalet invånare är 37 507.
Terrängen runt Phonsavan är platt åt nordväst, men åt sydost är den kuperad. Runt Phonsavan är det glesbefolkat, med 14 invånare per kvadratkilometer. Phonsavan är det största samhället i trakten. I omgivningarna runt Phonsavan växer huvudsakligen savannskog.